# Glossosoma schuhi
Glossosoma schuhi là một loài Trichoptera trong họ Glossosomatidae. Chúng phân bố ở miền Tân bắc.